# 学校法人日章学園

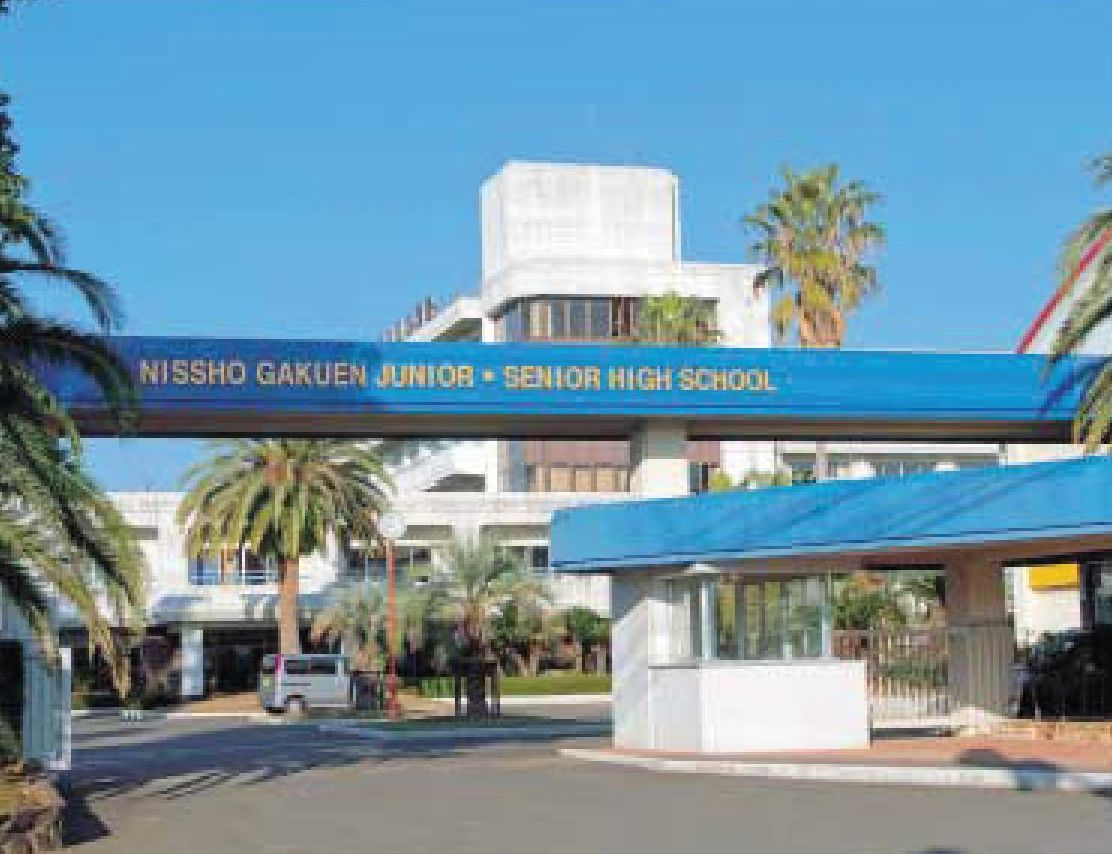
日章学園中学・高等学校

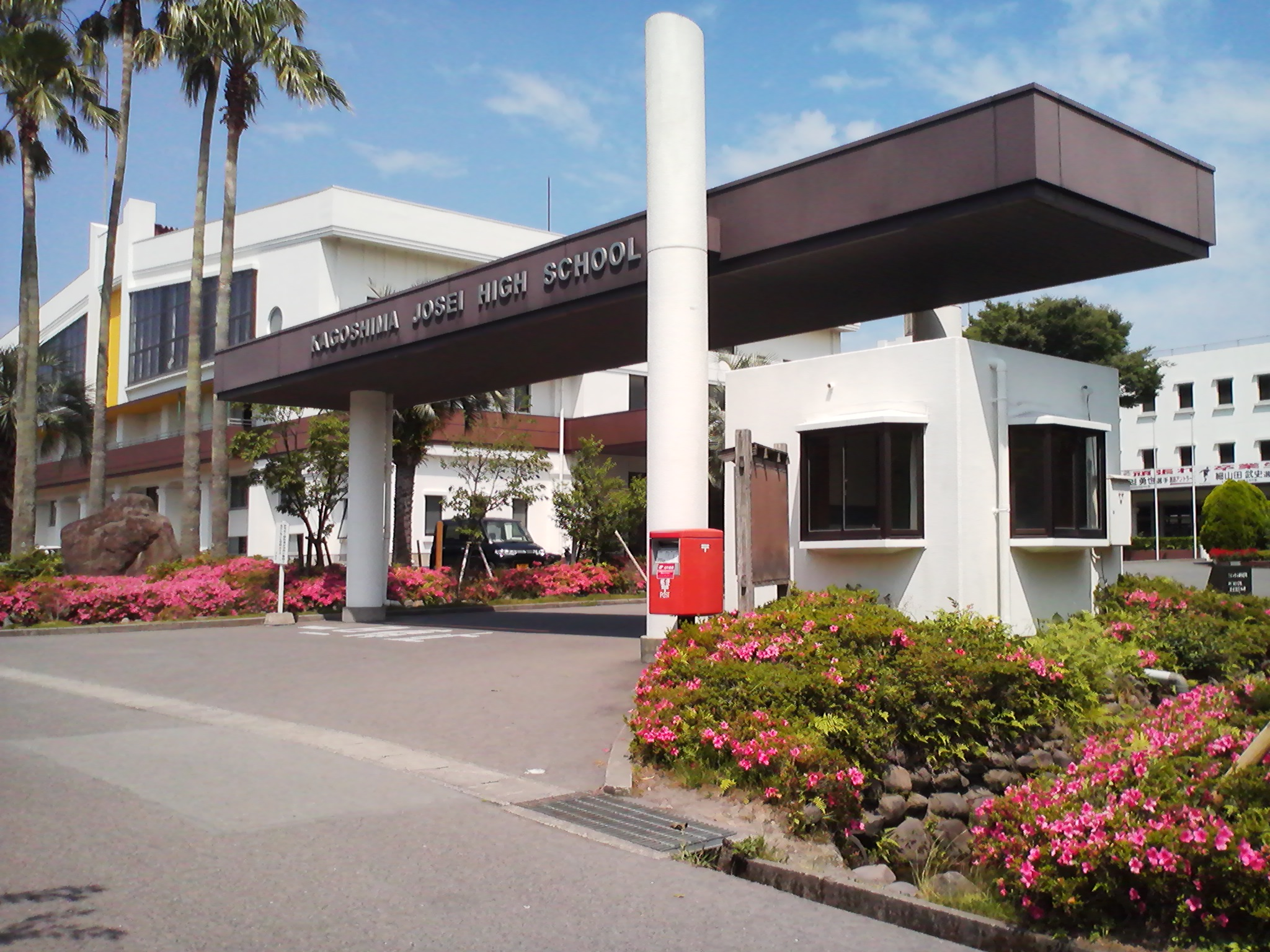
鹿児島城西高等学校

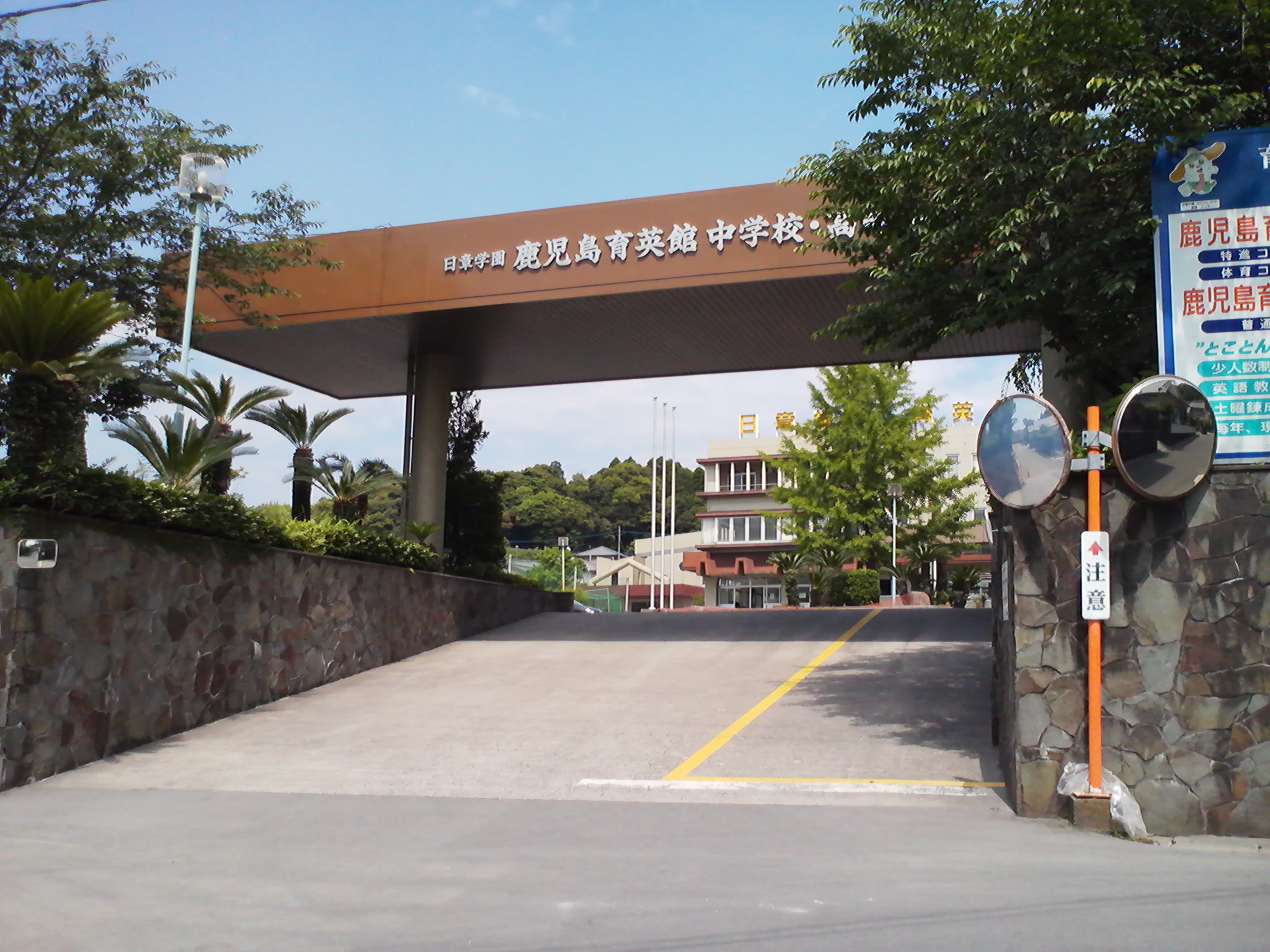
鹿児島育英館中学・高等学校

学校法人日章学園（がっこうほうじん にっしょうがくえん）は宮崎県宮崎市丸島町2番36号に本部を置く学校法人。中学校及び高等学校、専門学校を運営している学校設置者である。

## 沿革
1950年（昭和25年）に後藤章初代理事長が宮崎高等会計学院を宮崎市丸島町に設置し、1953年（昭和28年）に私立学校令による学校法人として日章学園を設置した。1997年（平成9年）に学校法人城西学園（鹿児島城西高等学校など）と学校法人日章学園の法人合併が宮崎県より認可された。

### 歴代理事長
1. 後藤章 (1953年-)[1]
2. 後藤トミ子 (1963年-)
3. 後藤大治 (1976年-)
4. 宮路幸雄 (2005年-)
5. 後藤大治 (2007年-)
6. 後藤洋一 (2008年-)

### 歴代学園長
1. 後藤大治 (2005年-)[1]

## 事務所
- 日章学園宮崎教育事務所

宮崎県宮崎市丸島町2番36号 日章学園会館
- 日章学園鹿児島教育事務所

鹿児島県日置市伊集院町清藤1938 鹿児島城西高校内

## 所属学校

### 宮崎県
- 日章学園中学・高等学校（宮崎県宮崎市）[2]
- 日章学園九州国際高等学校（宮崎県えびの市）
- 宮崎ユニバーサル・カレッジ（宮崎県宮崎市）
- 宮崎医療福祉専門学校（宮崎県西都市）

### 鹿児島県
- 鹿児島育英館中学・高等学校（鹿児島県日置市）
- 鹿児島城西高等学校（鹿児島県日置市）
- 鹿児島レディスカレッジ（鹿児島県鹿児島市）
- 奄美看護福祉専門学校（鹿児島県奄美市）

### 中華人民共和国
- 長春日章学園高中（中華人民共和国吉林省長春市）

## 関連学校
- 鹿児島ホテル短期大学校（鹿児島県鹿児島市）[2]

## 関連法人

### 社会福祉法人日章福祉会
- 日章野菊の里（宮崎県小林市）
- 静和園（宮崎県西都市）
- 認定こども園　岩崎保育園（宮崎県西都市）
- 認定こども園　日章（宮崎県小林市）
- 認定こども園　ひまわり保育園（宮崎県小林市）